# Biodiversidade do solo

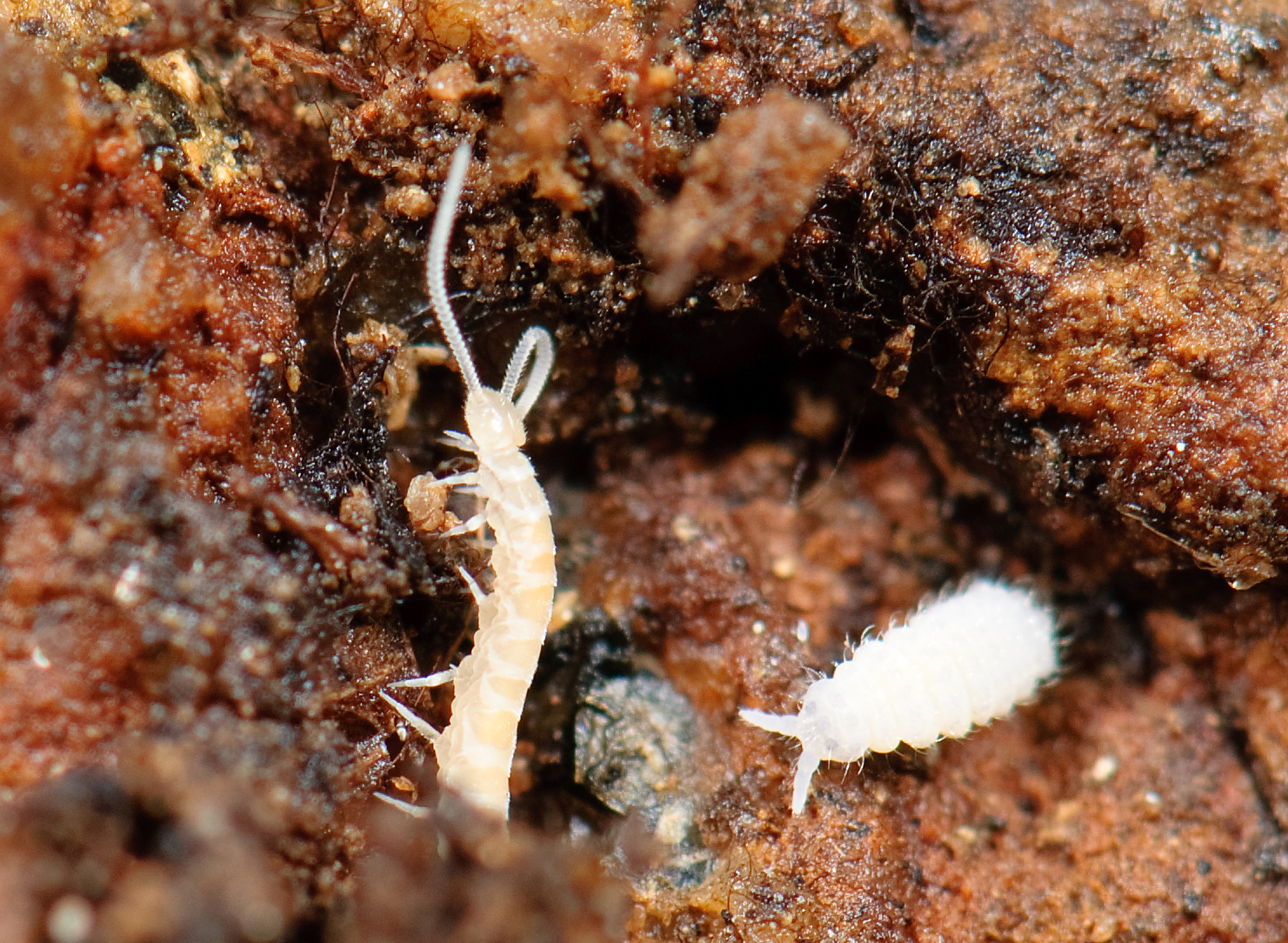
O solo contém uma biocenose com grande biodiversidade, a qual inclui (estimativa de 2021) cerca de 26% das espécies vivas conhecidas do planeta (em comparação com 13% dos oceanos) Na região temperada, cada metro quadrado (em 20 cm de profundidade) abriga em média cerca de 1000 espécies de invertebrados (dos quais cerca de 50% são ácaros), mais de 10000 espécies de fungos e 100000 a 1000000 de espécies de bactérias. Cerca de 1 g de material do solo, alberga em média 100 artrópodes, 1000 a 2000 nemátodos, alguns milhões de protozoários e algumas centenas de milhões de bactérias, 200 m de micélios de fungos, o que corresponde a 1 milhão de espécimes, pertencentes 1000 a 100000 de espécies fúngicas saprófagas, e mais de 1000 milhões de células bacterianas, pertencentes a mais de 1 milhão de espécies. Como comparação, as florestas têm uma densidade média de cerca de 500 árvores por hectare. As florestas tropicais húmidas, que apresentam uma grande variedade de flora associada a uma abundância de árvores de grande porte (200 a 300 espécies, em média, por hectare, até 500 às vezes), apresentam muito menos biodiversidade do que a variedade microbiana presente num grama de solo. As florestas temperadas abrigam apenas cerca de 10 a 15 espécies de árvores por hectare.

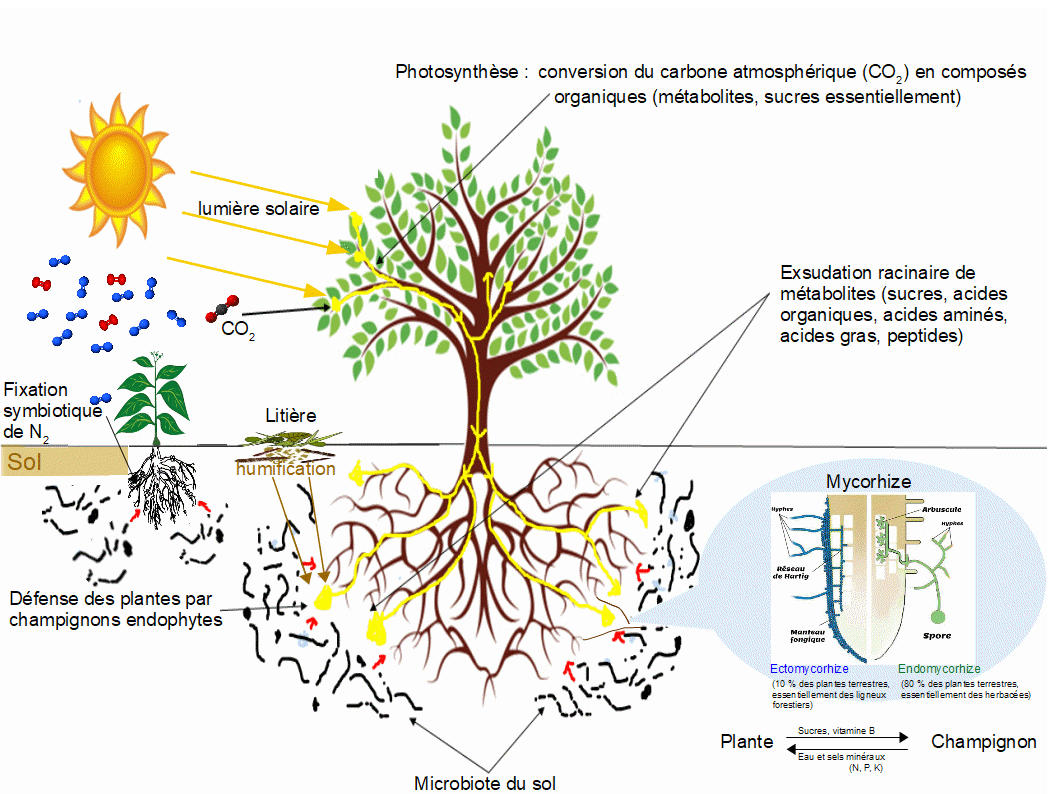
O papel do microbiota do solo é considerável e muito variado: humificação e mineralização, formação de micorrizas, fixação de azoto atmosférico, defesa das plantas por fungos endofíticos.

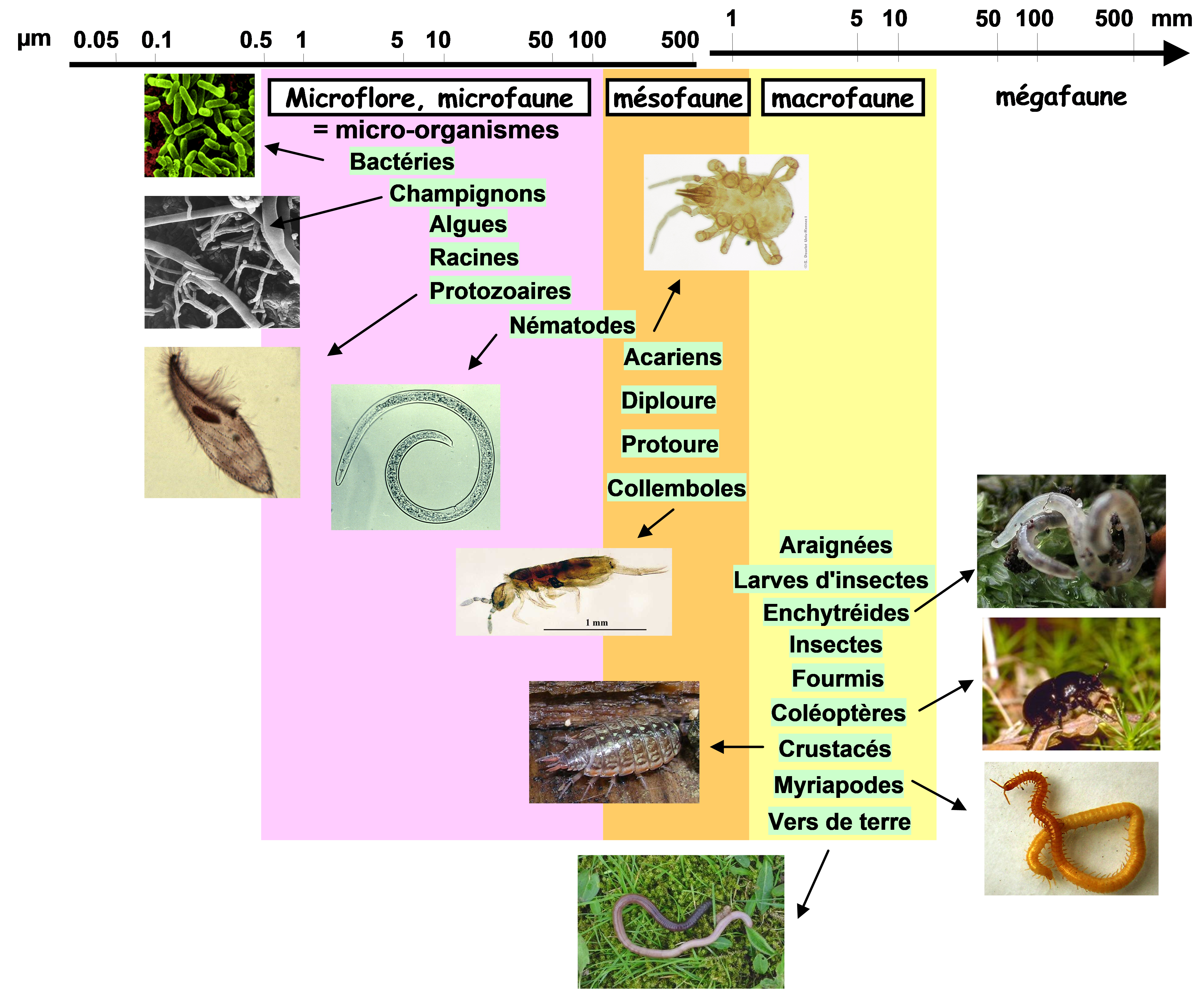
Tamanho e diversidade dos organismos do solo.

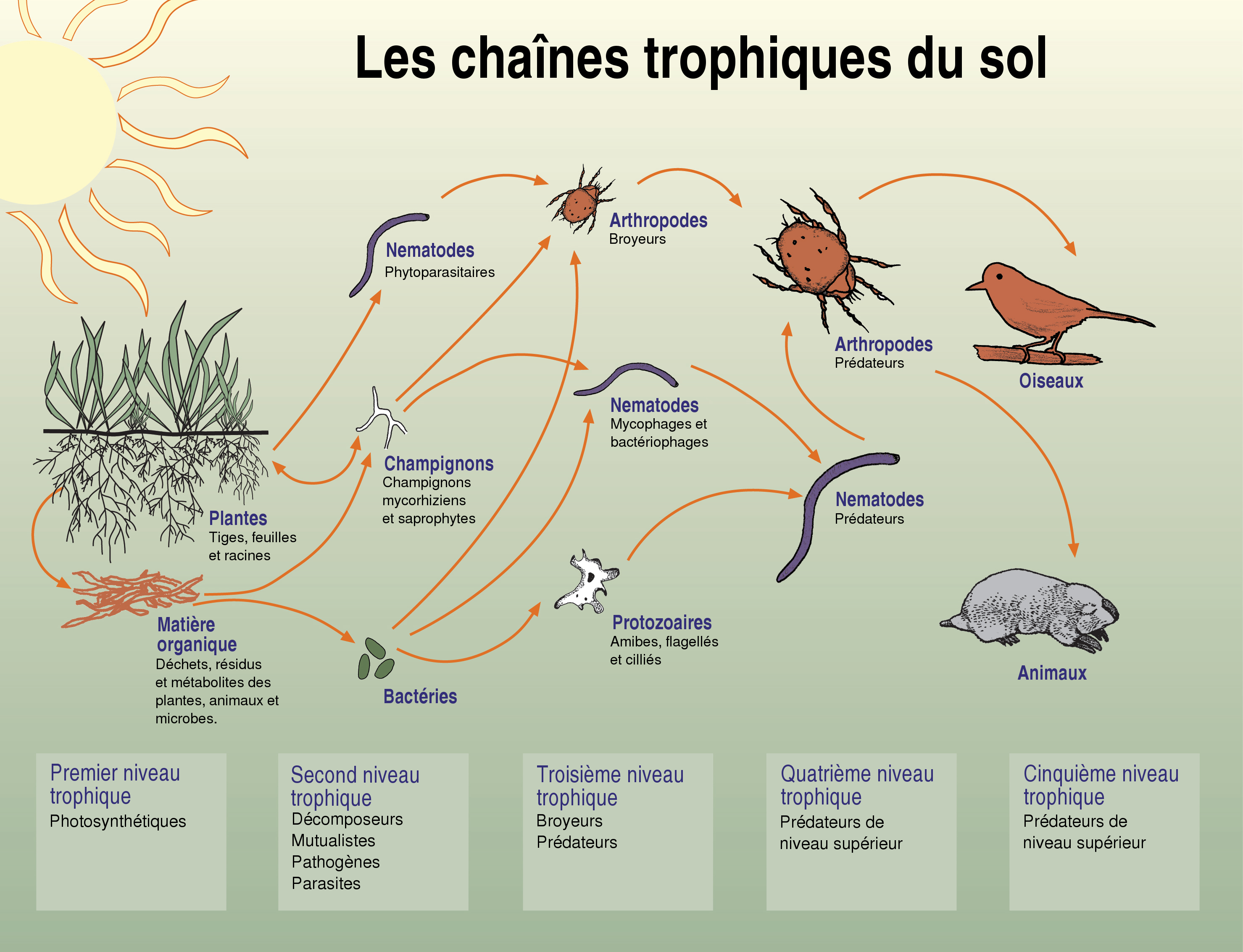
Os organismos do solo fazem parte do segundo nível trófico.

Cartografia simplificada das variações em larga escala na acidez do solo.
Vermelho = solos ácidos. Amarelo = Solos neutros (próximo de pH 7) Azul = solos alcalinos. Negro= sem dados.

Biodiversidade do solo é a designação utilizada em pedologia e em ecologia para designar a variedade de formas de vida do biota do solo (edafofauna, edafoflora e populações microbianas) que estão presentes nos solos em pelo menos parte de seu ciclo biológico. A biodiversidade do solo inclui os organismos que vivem na matriz do solo, bem como os que vivem "anexos do solo" (manta morta, madeira morta em decomposição, animais mortos, excrementos). Os organismo que integram o biota do solo (ou édafon) fazem parte da biodiversidade subterrânea, integrando o grupo que também inclui os organismos de ambientes cavernícolas, cársticos, os aquíferos, as falhas e fissuras e outros ambientes subterrâneos. Quase um quinto de toda biomassa (especialmente microbiana) pode estar no solo e subsolo, vivendo entre sedimentos.

## Descrição
A enorme biodiversidade que caracteriza a generalidade dos solos apenas nas últimas décadas passou a atrair o interesse dos biólogos e ecólogos, já que a sua verdadeira dimensão era pouco conhecida. Contudo, estudos recentes demonstram que a biota do solo desempenha um papel importante como sumidouro de carbono, como produtor de solo e na regulação dos ciclos biogeoquímicos terrestres.
Avanços na metagenómica aplicada aos solos, sedimentos e águas subterrâneas mostraram recentemente que a maioria dos filos bacterianos conhecidos também está presente abaixo da superfície das massas de terra, e 47 linhagens de novos filos também foram recentemente descobertas, permitindo compreender gradualmente melhor a distribuição e as vias de penetração e circulação dos organismos do solo e respetivos ambientes subterrâneos.
A identificação, contagem e caracterização da diversidade de organismos vivos do solo permitem definir indicadores (ou bioindicadores) da qualidade do solo e do ambiente subterrâneo (e por vezes aéreo).

### O solo como habitat
O solo é um habitat complexo e heterogéneo mesmo quando considerado a curtas distâncias, que inclui muitos espaços com características díspares e onde coexistem várias formas de recursos nutritivos. Em consequência dessa diversidade de habitats, uma infinidade de organismos pode colonizar esse ambiente dando origem a cadeias tróficas muito diversificadas.
A maioria das espécies é encontrada nos primeiros 2-3 centímetros superiores do solo, onde as concentrações de matéria orgânica e raízes são maiores. Em consequência da estratificação dos horizontes do solo, pequenas variações em profundidade correspondem a grandes alterações nas condições ambientais, gerando um conjunto de habitats sobrepostos, separados por pequenas distâncias, mas muito diferenciados ambientalmente.
O solo é assim considerado como a «terceira fronteira biótica», um dos ambientes ainda não totalmente explorado em toda a sua biodiversidade, semelhante ao que acontece com as profundezas oceânicas e o dossel florestal das florestas equatoriais, devido à sua complexidade, inacessibilidade e impressionante diversidade.

### Diversidade biológica
Um grama de solo de jardim pode conter mais de um milhão de organismos divididos por vários milhares de espécies diferentes. Ainda que cada um destes organismos desempenhe individualmente um papel específico nas funções e propriedades do solo, é a sua grande diversidade e as relações que estabelecem entre si que possibilitam os processos biológicos do solo, e a própria pedogénese, que estão na origem do funcionamento dos ambientes terrestres e da sua adaptabilidade às mudanças (por exemplo à mudança climática ou à mudança no uso do solo). No entanto, a biodiversidade do solo permanece geralmente desconhecida, tanto taxonomicamente (a maioria dos micróbios que constituem o microbiota do solo não pode ser cultivada nos meios de cultura disponíveis) quanto ecologicamente, pois estrutura de teias alimentares em particular permanece em boa parte por determinar.
Além de sua função de suporte à produção, o solo cumpre muitas funções ambientais, como filtrar e armazenar água e poluentes. A fertilidade do solo, a qualidade da produção de alimentos, a pureza do ar e a qualidade da água estão ligadas ao bom funcionamento do solo e à atividade dos organismos que o habitam. O solo é, portanto, o lar de mais de 25% das espécies animais e vegetais descritas, o que o torna, entre os ecossistemas terrestres, um dos habitats mais ricos em diversidade biológica.
Os organismos do solo são geralmente subdivididos em vários grupos:
- a megafauna (toupeiras, sapos, cobras e organismo de dimensão similar);
- a macrofauna, visível a olho nu (minhocas, térmitas, formigas, larvas de insetos e organismos similares);
- a mesofauna, visível com uma lupa (ácaros, colêmbolos e similares);
- a microfauna, o conjunto dos microorganismos, visíveis apenas ao microscópio (protozoários, nematoides, bactérias, fungos, algas e similares).

Os organismos menores são os mais numerosos e diversos. Existiram assim no solo mais de 2 000 000 de espécies de bactérias e fungos, das quais apenas 1% terão já sido identificadas. As minhocas representam o grupo com a maior biomassa (60 a 80% da biomassa animal do solo) e a diversidade específica mais conhecida.
Além desse conjunto de organismos, o componente biológico do solo inclui os órgãos subterrâneos das plantas (raízes de plantas, micorrizas e nodosidades radiculares) presentes na rizosfera.
A diversidade de organismos do solo é estudada desde a escala do gene até a escala da comunidade, desde a escala do microagregado até a da paisagem. 
O estudo dos animais maiores (macrofauna) é feito por coleta e armadilhagem, seguida de sua identificação em laboratório: por exemplo, conta-se o número e a massa de organismos por metro quadrado de solo. O principal meio de captura da macrofauna de invertebrados circulando na superfície do solo é a armadilha Barber, ou armadilha de fosso, que consiste em um recipiente enterrado no solo no qual os animais são capturados por queda.
No que diz respeito às minhocas, o método mais utilizado consiste em regar o solo com uma solução de AITC (isotiocianato de alilo), um composto químico presente principalmente na mostarda e cujo contacto irrita as minhocas, o que as traz à superfície. A coleta dos vermes é feita à superfície, seguindo-se a sua identificação em laboratório. Este é, por exemplo, o método utilizado pelo Observatório Participativo das Minhocas (Observatoire Participatif des Vers de Terre). Também é possível, para uma amostragem mais completa, escavar uma parte da superfície do terreno e fazer uma triagem manual para contar e identificar as minhocas que ali se encontram. No âmbito dos estudos do solo, as minhocas são em geral classificadas de acordo com quatro grupos funcionais:
- Vermes epígeos — de tamanho pequeno, muito coloridos, vivem à superfície do solo, na manta morta ou em qualquer amontoado de resíduos orgânicos em decomposição (pilhas de estrume ou composto, por exemplo) que decompõem;
- Vermes anécicos — grandes, vivem no solo em galerias verticais ou quase verticais e vindo à superfície para se alimentarem de matéria orgânica em decomposição. Existem dois grupos entre os anécicos, os epianécicos e os anécicos estritos;
- Vermes endógenos — de cor rosa a muito pálida, vivem no solo sem subir à superfície.

A grande maioria dos organismos do solo, no entanto, não é visível a olho nu. Trata-se então de colher uma amostra de solo para extrair os organismos em laboratório, com recurso a lupa e outros equipamentos específicos, e observá-los com uma lupa binocular e ao microscópio. Um dos dispositivos de extração mais utilizados é o chamado dispositivo de Berlese (nome de seu inventor Antonio Berlese), também conhecido por «funil de Berlese-Tullgren», que consiste em submeter a amostra coletada a uma fonte de luz e, portanto, também de calor, o que fará com que força os organismos do solo a migrar para baixo, para evitar a dessecação, levando-os a cair num recipiente contendo um líquido conservante, como o álcool etílico a 70°.
Para bactérias e fungos microscópicos, as tecnologias mais recentes permitem extrair o seu DNA a partir de amostras do solo e caracterizar a estrutura, densidade e diversidade genética das espécies, e até mesmo identificar muitos dos agrupamentos taxonómicos presentes..
No geral, a fauna do solo pode ser classificada funcionalmente em quatro categorias, dependendo do tamanho dos organismos que a compõem: (1) a microfauna composta por animais com comprimento menor que 0,2 mm (diâmetro < 0,1 mm), que inclui todos os protozoários (amebas, flagelados, ciliados, rotíferos, tardígrados e os nematoides menores); (2) a mesofauna, cujo comprimento varia entre 0,2 e 4,0 mm (diâmetro de 0,1 a 2,0 mm), que inclui a maioria dos nematoides, ácaros (gamasina, oribatídeos), colêmbolos, Protura, Diplura e larvas de macro-artrópodes); (3) a macrofauna, cujo comprimento varia de aproximadamente 4 a 80 mm (diâmetro de 2 a 20 mm), que inclui principalmente anelídeos, oligoquetas (Enchytraeidae, minhocas), moluscos gastrópodes (lesmas, caracóis), macro-artrópodes (isópodes, diplópodes, quilópodes, aracnídeos e insectos, incluindo em particular os grupos Isoptera, Orthoptera, Coleoptera, Diptera e Hymenoptera); e (5) a megafauna, com tamanhos excedendo os 80 mm de comprimento, que inclui vertebrados (répteis, mamíferos escavadores como ratazanas, cães-da-pradaria, marmotas, Spalax ou toupeiras), os Gymnophiona e os Typhlopidae.
As estimativas de abundância encontradas na literatura científica variam consideravelmente dependendo dos solos estudados. O número médio de indivíduos nas regiões temperadas é, para um metro quadrado de solo, o seguinte: macrofauna de 100 a 1000; mesofauna de 104 a 105, microfauna da ordem de 106. As estimativas para a microbiota do solo ainda são muito imperfeitas: de 1011 a 1014 bactérias por metro quadrado e a área de superfície cumulativa de todas as hifas do micélio de microfungos pode exceder 100 m2.

## Galeria

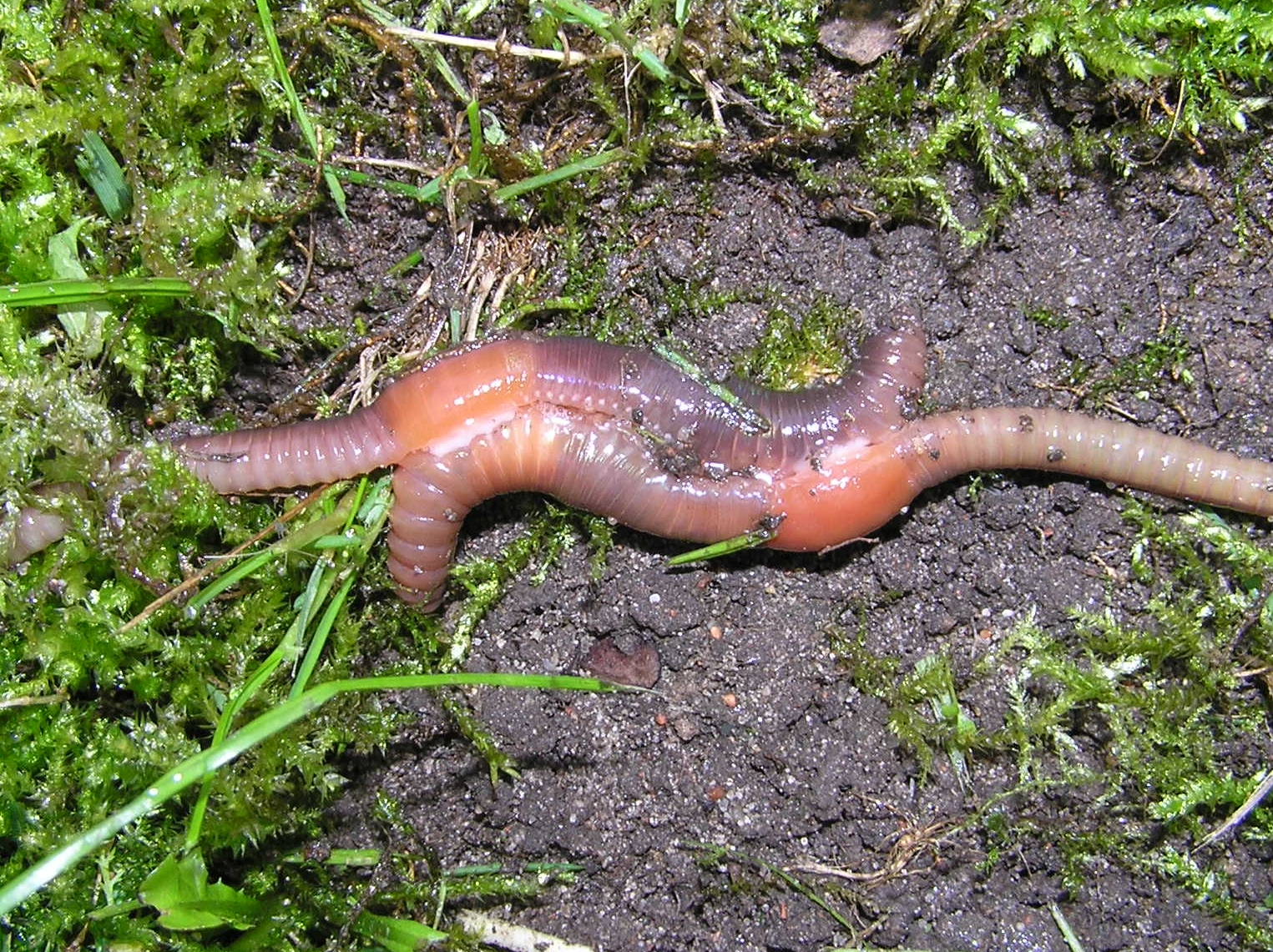
O acasalamento de minhocas é exclusivamente masculino pela cópula cabeça-cauda dos dois parceiros mantidos em contato pelo muco secretado pelo clitelo e pela troca de esperma.
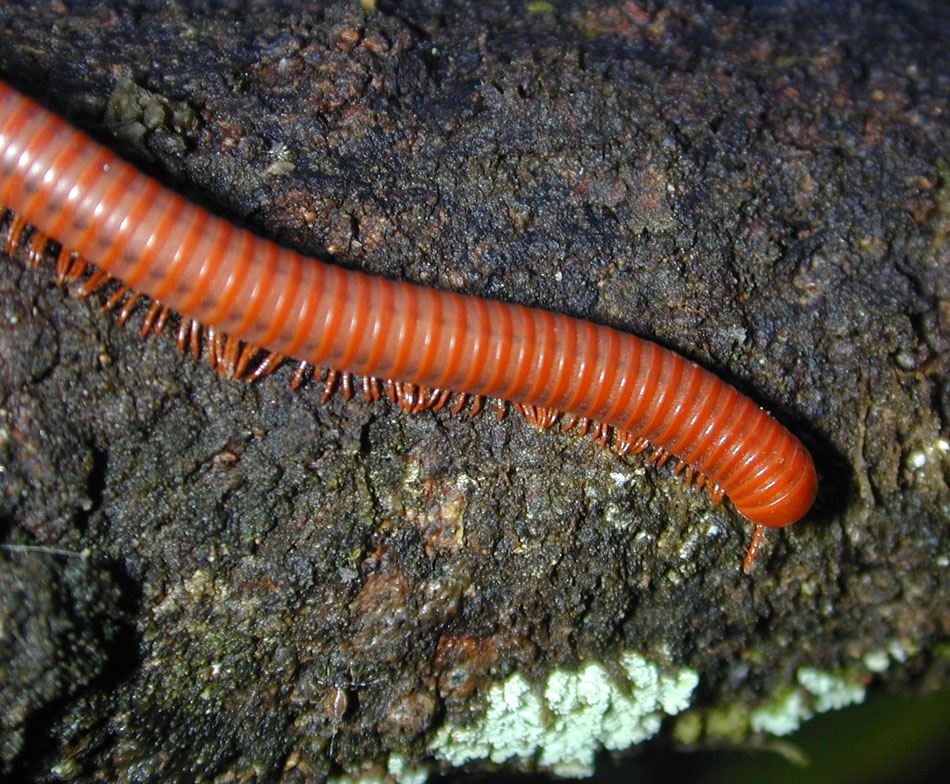
Milípode (Myriapoda, Diplopoda).
Bicho-de-conta (Isopoda).
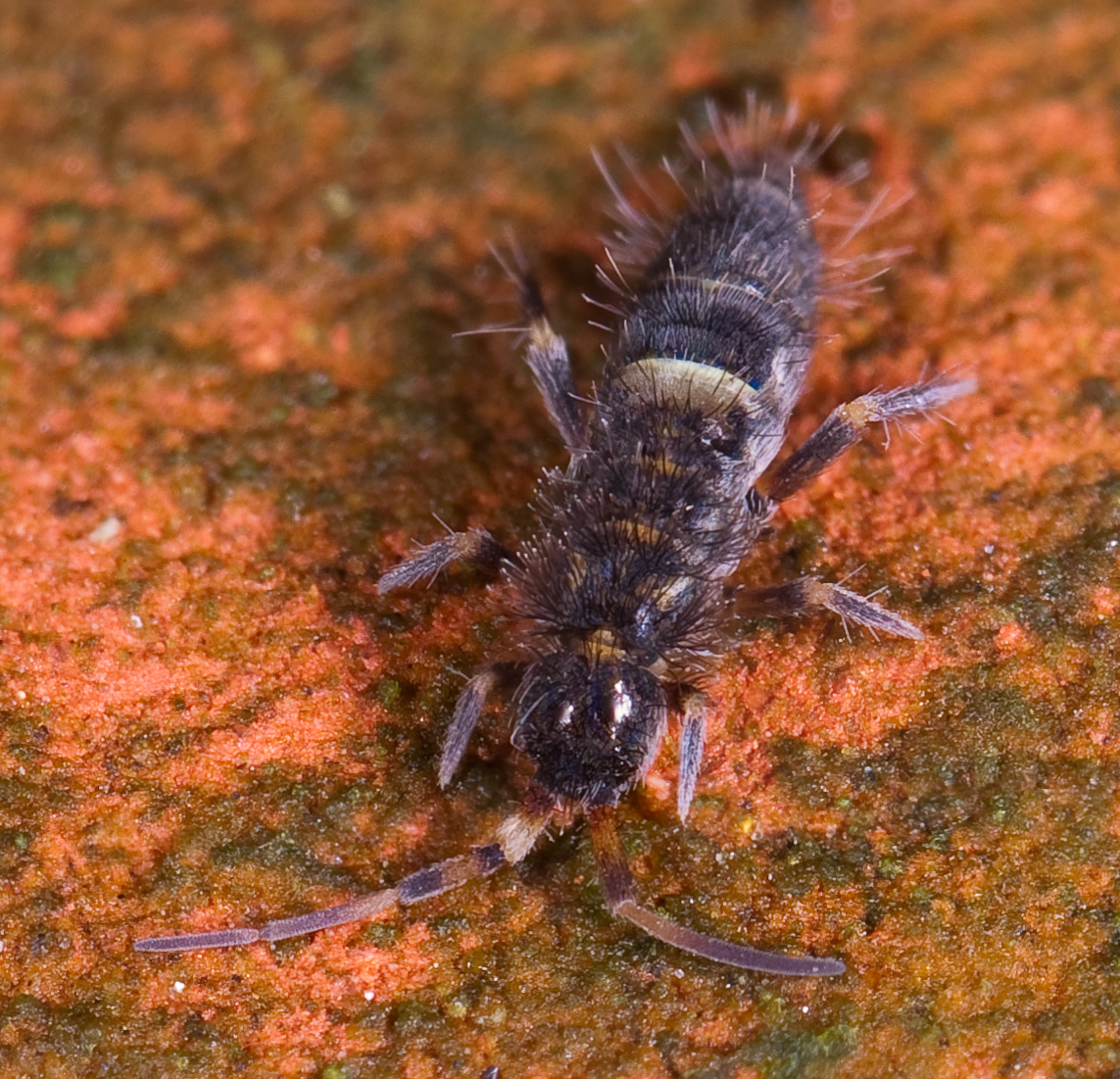
Orchesella cincta (Collembola).
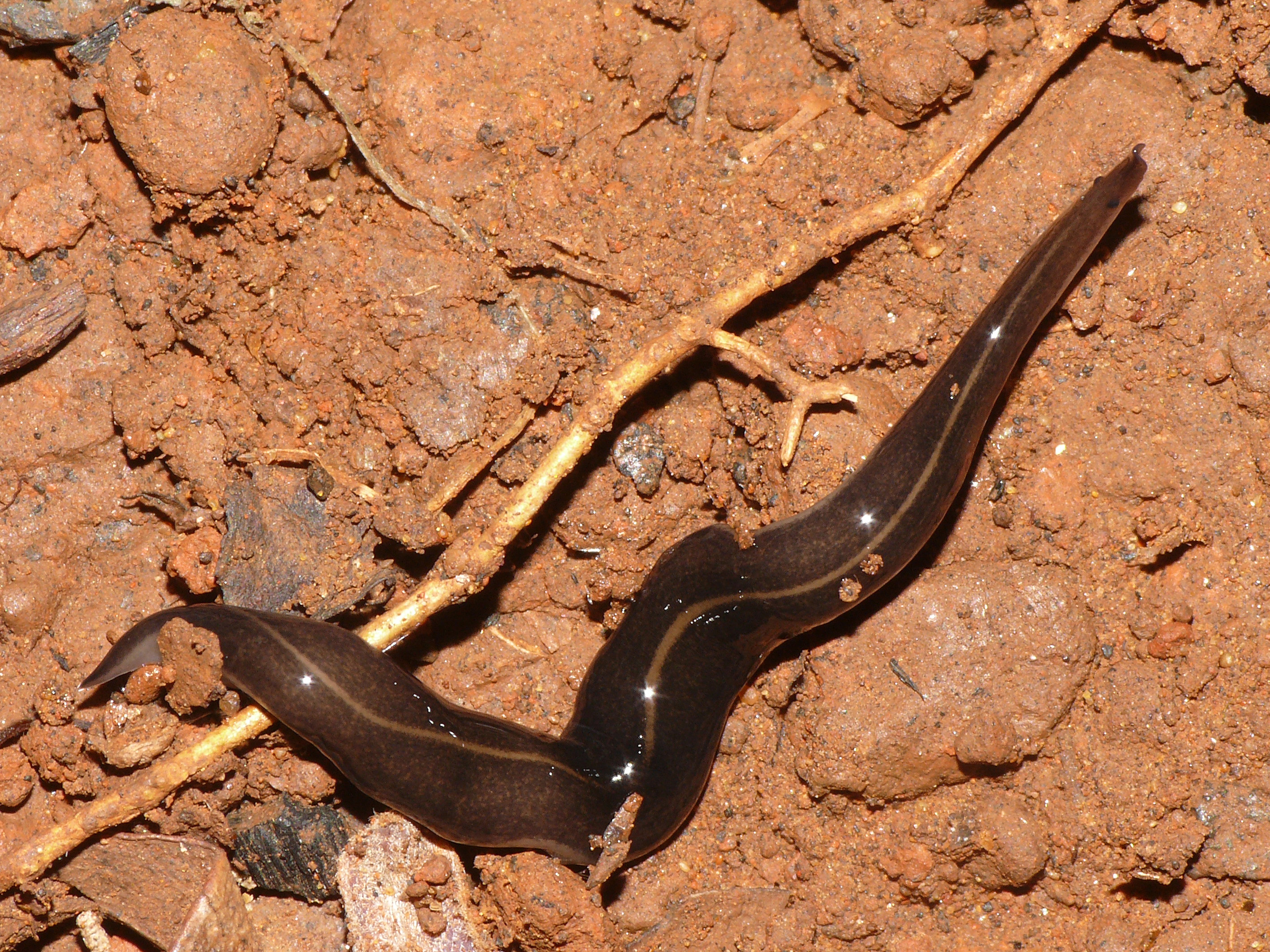
Platydemus manokwari (Turbellaria).
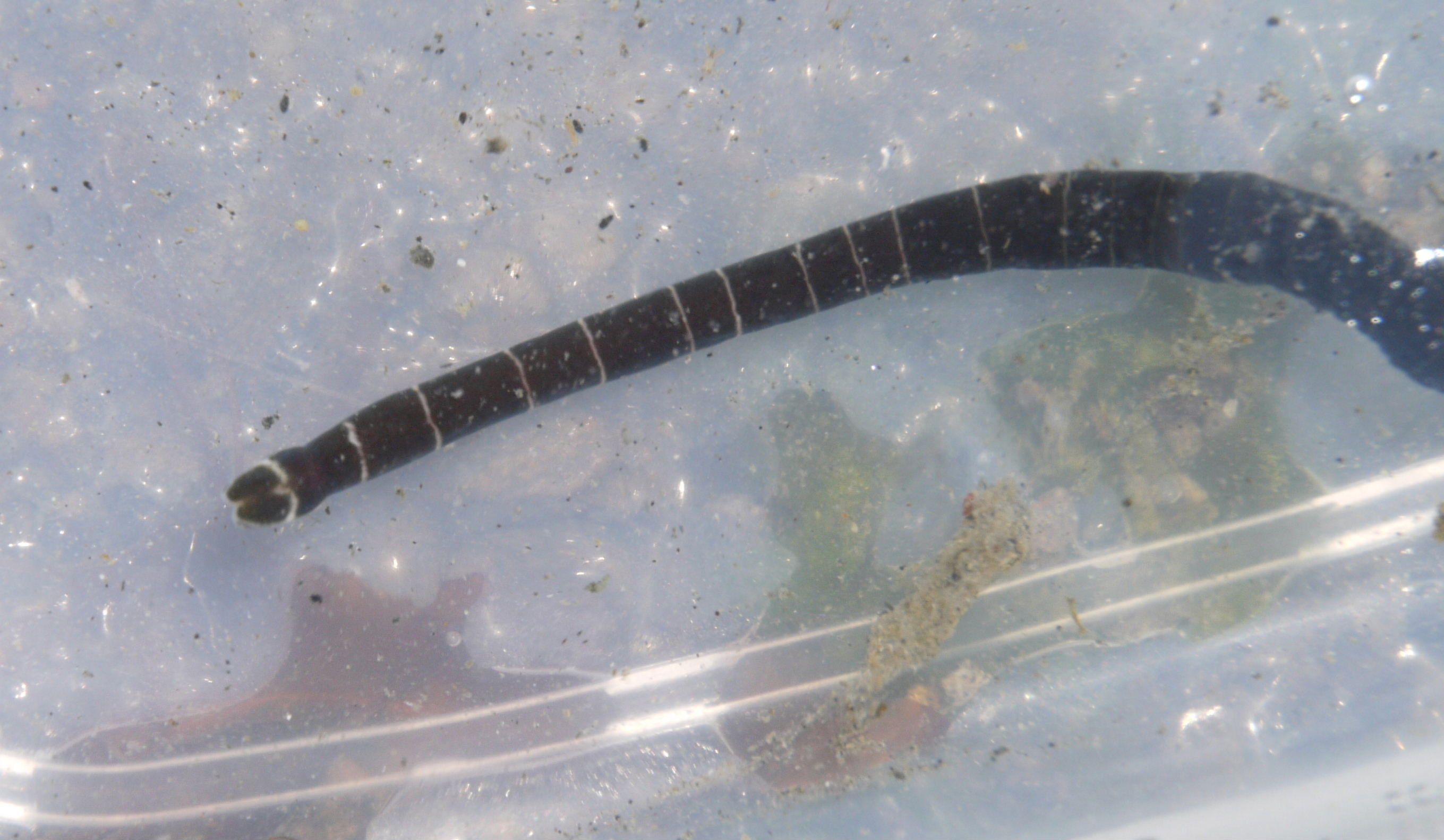
Lineus geniculatus (Nemertea).
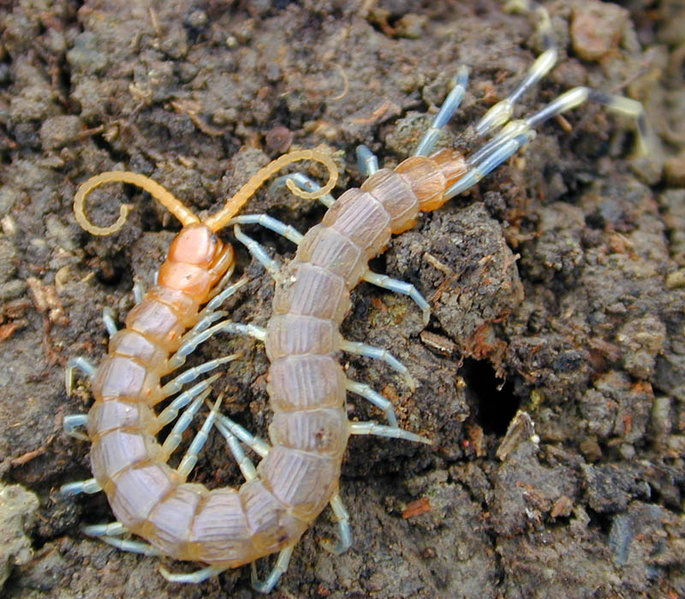
Escolopendra (Myriapoda, Chilopoda).
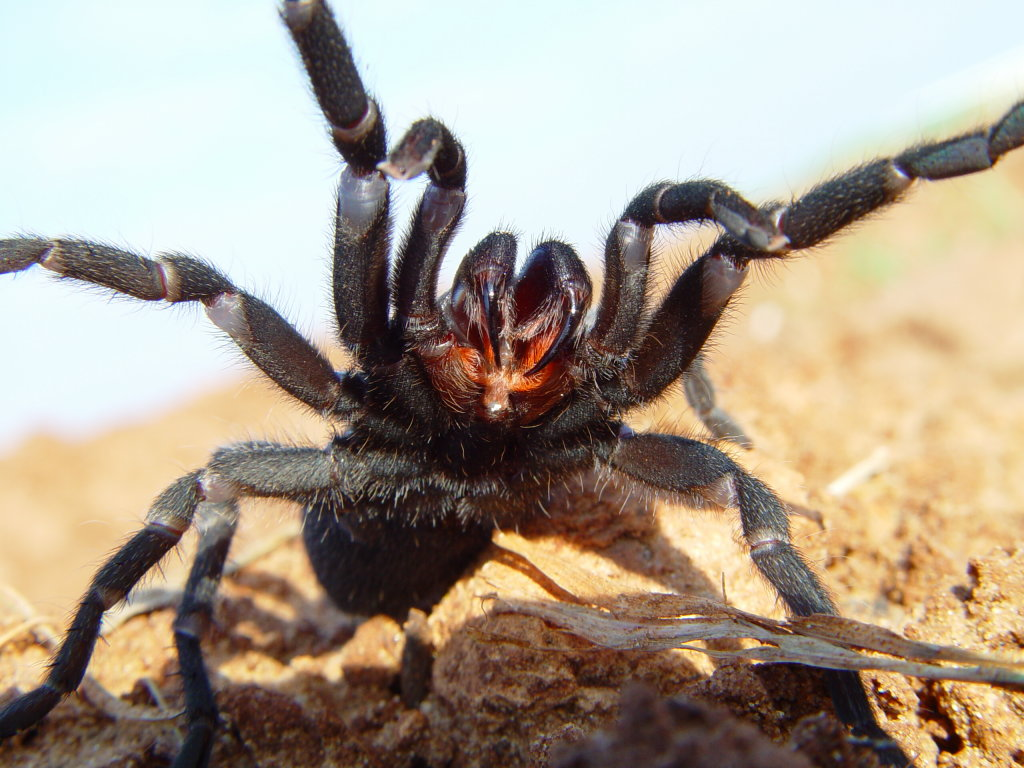
Chaetopelma aegyptiaca (Arachnida).